# Elsbeth Kasser

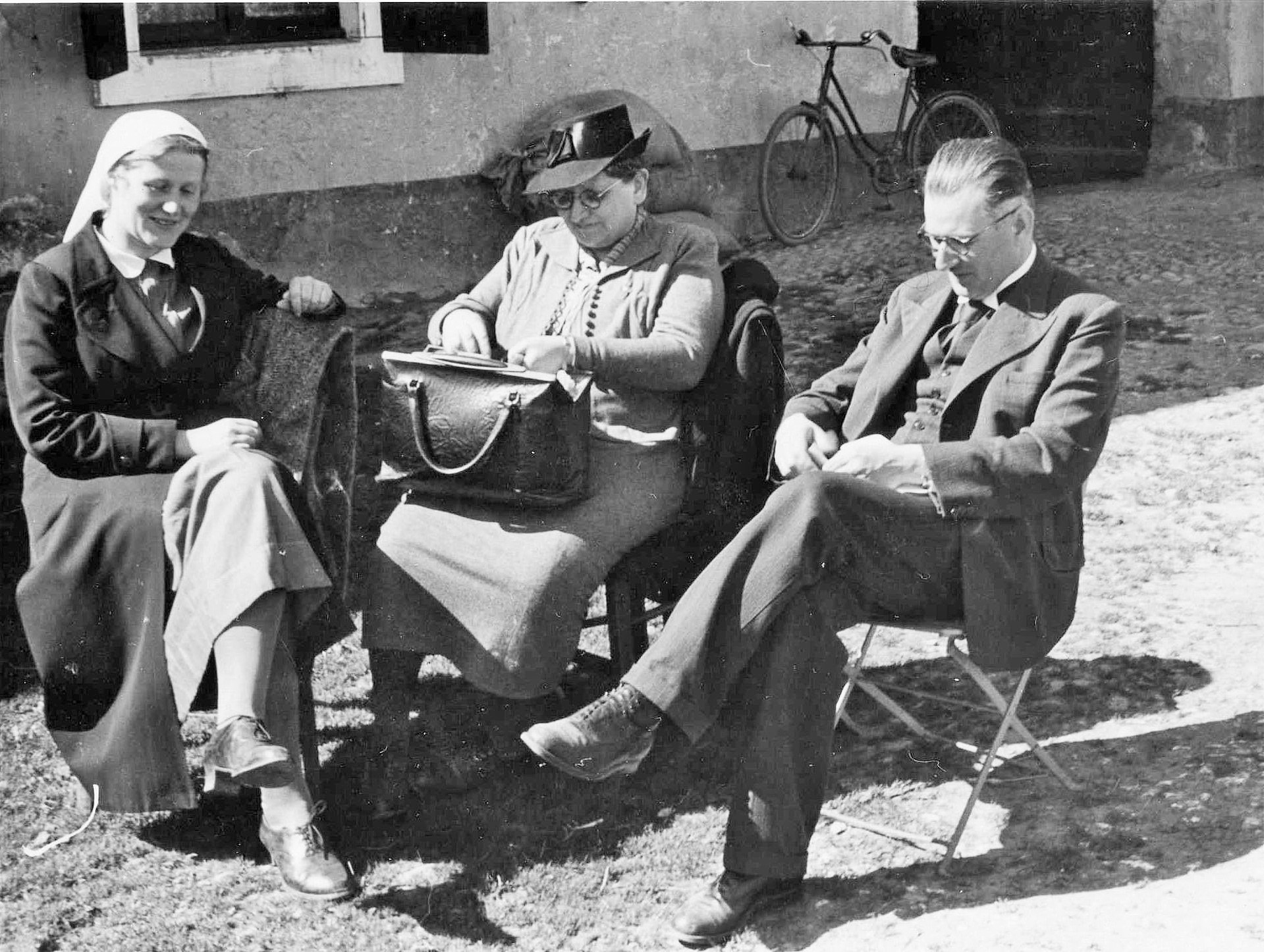
Elsbeth Kasser (links), Gurs, 1942

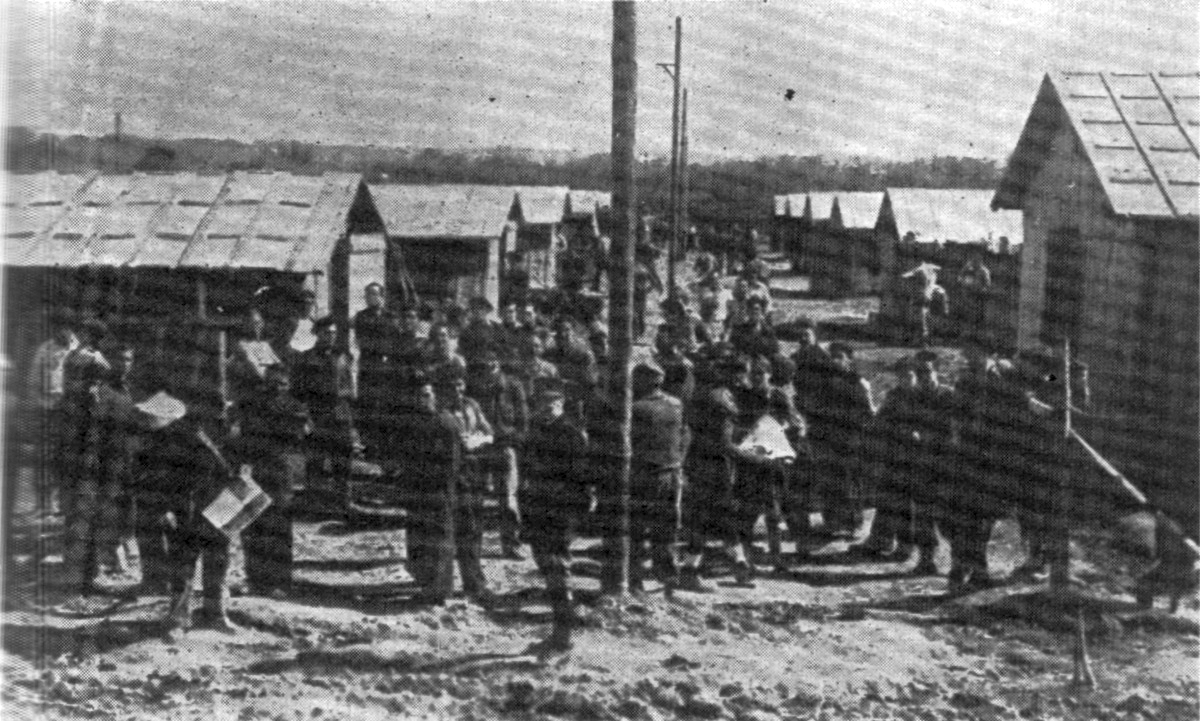
Lager Gurs um 1939

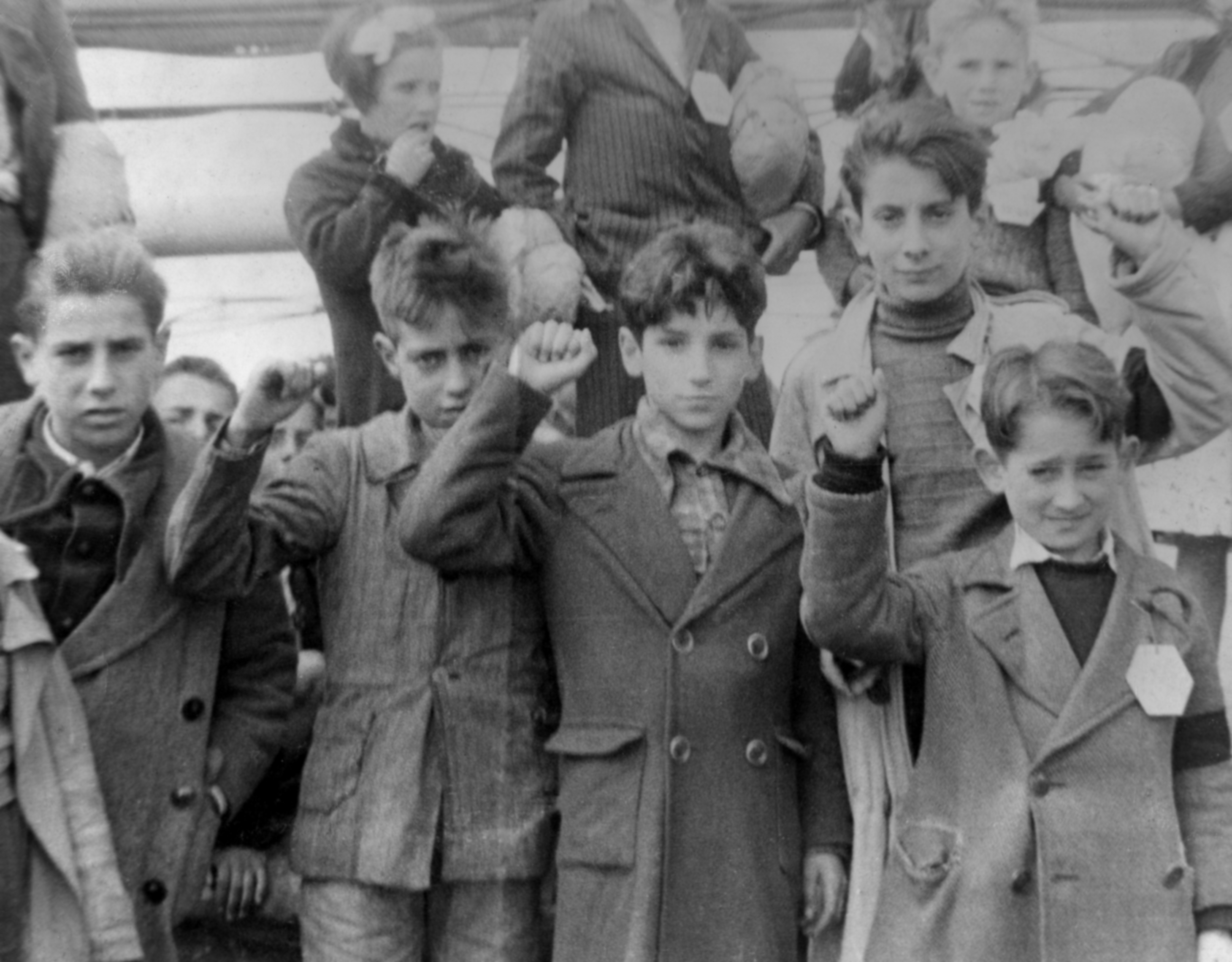
Kinder im Spanischen Bürgerkrieg vor der Evakuation

Elsbeth Kasser (* 11. Mai 1910 in Niederscherli; † 15. Mai 1992 in Steffisburg) war eine Schweizer Krankenschwester.

## Leben und Werk
Elsbeth Kasser wuchs als mittleres von fünf Kindern des evangelischen Berner Landpfarrers Friedrich Kasser und dessen Ehefrau Anna von Greyerz in Niederscherli und Rohrbach auf. Die Hilfe am Nächsten galt im Pfarrhaus als selbstverständlich. Ihr Vater war in der Blaukreuzvereinigung engagiert.  Ihre Tante Pauline von Greyerz war eine Pionierin der Labelbewegung (soziale Käuferliga). Elsbeth Kasser hatte mit ihrer Schwester einen Kindergarten für sich selbst überlassene Arbeiterkinder gegründet. Nach der Sekundarschule absolvierte sie Sprachaufenthalte in der Westschweiz und in England, liess sich in Thun und Bern zur Krankenschwester ausbilden und machte eine Zusatzausbildung zur Pflege von Typhuskranken. 
Durch ihre Tante wurde sie mit Regina Kägi-Fuchsmann bekannt und kam in Berührung mit der religiös-sozialen Bewegung und sozialistischen Frauengruppen, die im Herbst 1936 Geldsammlungen und Lebensmittelsendungen für das im Spanischen Bürgerkrieg belagerte Madrid organisierten.
Sie verpflichtete sich für einen Spanieneinsatz, wo sie zuerst Typhuskranke in einem Sanatorium für Flüchtlinge in Puigcerdà pflegte, das von den sozialistischen Frauen der Schweiz unterstützt wurde. Da ihr die starren politischen Fronten zu schaffen machten, schloss sie sich der Evakuationsgruppe der Schweizerischen Arbeitsgemeinschaft für Spanienkinder (SAS)  («Ayuda Suiza») in Madrid an, wo überzeugte Zivildienstler – wie ihr Sekretär Rodolfo Olgiati – tätig waren. Sie half bei der Lebensmittelverteilung an Kinder, schwangere Frauen, Kranke, alte Leute und leitete die Kantine in Madrid, die zur Verpflegung von 400 über 75 Jahre alten Leuten eingerichtet worden war. Nach dem Ende des Bürgerkrieges kehrte sie im Winter 1939 in die Schweiz zurück. 
Im Februar 1940 flog sie mit der Chirurgengruppe des Schweizerischen Roten Kreuzes in das von der Roten Armee angegriffene Finnland und half in den Lazaretten in Helsinki und an der Front. 
Im Sommer 1940 meldete sie sich beim Zentralsekretär der Schweizerischen Arbeitsgemeinschaft für kriegsgeschädigte Kinder (SAK) (ab 1942 Kinderhilfe des Schweizerischen Roten Kreuzes) Rodolfo Olgiati in Bern, um in den Interniertenlagern in Südfrankreich zu helfen. Von Maurice Dubois in der Zentrale in Toulouse wurde sie ins Internierungslager Gurs geschickt, wo sie 1940–1943 tätig war. Im Lager Gurs wurden 1939 rund 15'000 spanische Flüchtlinge aus dem Bürgerkrieg untergebracht. 
Als im Frühjahr 1940 Menschen aus halb Europa vor den Nazis flohen, kamen im Oktober 1940 infolge der Wagner-Bürckel-Aktion über 6'000 jüdische Deportierte aus Deutschland in das Lager Gurs. In das von Hunger, Krankheit und Tod gezeichnete Gurs brachte Kasser mit der Gründung der ersten Schweizer Baracke in den Interniertenlagern neue Hoffnung. Nebst Nahrungsmittelabgabe und physischer Pflege verhalf sie zu neuen Lebens- und Tagesstrukturen und förderte auch Bildung und Kulturanlässe mit den internierten Künstlern. Zu den von Kasser in Gurs betreuten und unterstützten Künstlern gehören Leo Bauer, Max Lingner, Julius Collen Turner und Horst Rosenthal.
Im Juni 1942 musste Elsbeth Kasser wegen einer Krankheit in die Schweiz zurück, und Emma Ott übernahm ihre Stelle. Als sie im Frühherbst zurückkam, hatten die Judendeportationen in die Vernichtungslager in Deutschland bereits begonnen. 
Im Jahr 1943 kehrte Elsbeth Kasser in die Schweiz zu ihrem schwer erkrankten Vater zurück. Nach dessen Tod arbeitete sie als Inspektorin in Schweizer Flüchtlingslagern und half bei der Evakuierung im Herbst 1944, Kinder aus Frankreich unter Lebensgefahr über die Grenze bei Delle zu bringen.  Im Rahmen der Aktion „Buchenwaldkinder“ des Hilfswerks Schweizer Spende brachte sie im Juni 1945 rund 370 Kinder aus dem gerade befreiten KZ Buchenwald in die Schweiz, unter ihnen Jan Krugier. 
Anfang 1945 wurde sie als Vertreterin des Schweizerischen Roten Kreuzes in das Exekutivkomitee (Arbeitsausschuss) der SRK Kinderhilfe berufen. Ende 1945 ging sie nach Wien und Ungarn, um Hilfsprojekte für Kinder aufzubauen und Kinderzüge in die Schweiz zu organisieren. 1947–1948 war sie als Delegierte der Schweizer Spende in Finnland und leistete mit Hilfsgütern, Spitaleinrichtungen und Medikamenten Hilfe zur Selbsthilfe. 
In der Schweiz war sie 1950–1951 Leiterin von Fritz Wartenweilers Volksbildungsheim Herzberg und Leiterin der Eingliederungskurse körperbehinderte Jugendliche in Gwatt. Im Zürcher Waidspital baute sie eine damals neuartige Therapie, die Ergotherapie, auf und war Mitbegründerin der neuen Schule für Ergotherapie. Nach ihrer Pensionierung 1973 gründete sie in Zürich und in der Heimstätte Bärau im Emmental eine Schule für Aktivierungstherapie und arbeitete als Fachlehrerin mit den Chronischkranken.  
Die Traumatisierung durch die Deportationen ab dem Sommer 1942 im Lager Gurs verarbeitete sie durch ihre Auseinandersetzung mit Bildern und Zeichnungen der Künstler aus dem Lager. Ihre Sammlung wird heute durch die von ihr initiierte und 1994 gegründete Elsbeth Kasser-Stiftung betreut und ist im Archiv für Zeitgeschichte der ETH Zürich öffentlich zugänglich. Im Jahr 2016 wurde die Sammlung im Museum im Lagerhaus in St. Gallen ausgestellt.
Der Nachlass befindet sich im Archiv für Zeitgeschichte in Zürich.

## Ehrungen
- 1947 erhielt sie vom Internationalen Komitee vom Roten Kreuz für ihren Einsatz in Wien die Florence-Nightingale-Medaille.
- Unter dem Titel Die Schweizer Madonna von Gurs würdigte der ehemalige Internierte Ludwig Mann ihren Einsatz im südfranzösischen Lager.[5]